# Cylindraustralia longaeva
Cylindraustralia longaeva is een rechtvleugelig insect uit de familie Cylindrachetidae. De wetenschappelijke naam van deze soort is voor het eerst geldig gepubliceerd in 1928 door Tindale.